# فرودگاه هالین
فرودگاه هالین (به انگلیسی: Hollin Airport) یک فرودگاه خصوصی است که یک باند فرود چمن دارد و طول باند آن ۵۳۳ متر است. این فرودگاه در کشور ایالات متحده آمریکا قرار دارد و در ارتفاع ۵۲ متری از سطح دریا واقع شده‌است.